# إرنست أرشيدوق النمسا
أرشيدوق أرنست من النمسا (بالفرنسية: Ernest d'Autriche) (و. 1553 – 1595 م) هو سياسي من بلجيكا، وألمانيا، ولد في فيينا، توفي عن عمر يناهز 42 عاماً.

## مناصب
تولى منصب فوخد.

## جوائز
حصل على جوائز منها:
- وسام فارس رهبانية الصوفة الذهبية.